# Rorippa kurdica
Rorippa kurdica là một loài thực vật có hoa trong họ Cải. Loài này được (Boiss. & Hausskn.) Hedge miêu tả khoa học đầu tiên năm 1968.